# Грасе (кантон)
Грасе́ (фр. Graçay) — кантон во Франции, находится в регионе Центр, департамент Шер. Входит в состав округа Вьерзон.
Код INSEE кантона — 1813. Всего в кантон Грасе входят 6 коммун, из них главной коммуной является Грасе.

## Коммуны кантона
| Коммуна             | Население, чел. (1999) | Почтовый индекс | Код INSEE |
| ------------------- | ---------------------- | --------------- | --------- |
| Грасе               | 1 562                  | 18310           | 18103     |
| Дампьер-ан-Грасе    | 225                    | 18310           | 18085     |
| Женуйи              | 755                    | 18310           | 18100     |
| Ноан-ан-Грасе       | 306                    | 18310           | 18167     |
| Сен-Жорж-сюр-ла-Пре | 601                    | 18100           | 18210     |
| Сент-Утрий          | 203                    | 18310           | 18228     |

## Население
Население кантона на 1999 год составляло 3 652 человека.
| 1962  | 1968  | 1975  | 1982  | 1990  | 1999  | 2006 | 2007 |
| ----- | ----- | ----- | ----- | ----- | ----- | ---- | ---- |
| 3 716 | 4 038 | 3 916 | 3 708 | 3 737 | 3 652 | -    | -    |